# KABOOM!
KABOOM! (рус. Ба-Бах!) — третий студийный и первый полноформатный альбом американской электро-рок-группы I Fight Dragons.

## Об альбоме
Релиз KABOOM! состоялся 24 октября 2011 года. CD-версия альбома распространялась лейблом Photo Finish Records. Также пластинка была выложена для бесплатного скачивания с официального сайта группы и доступна для загрузки до сих пор.
Из KABOOM! было выпущено четыре сингла, наиболее популярным из которых оказался «Save World, Get Girl». К композиции был снят видеоклип в формате 3D специально для сервиса Nintendo Video к портативной игровой приставке Nintendo 3DS. Съёмки клипа финансировались японской компанией Nintendo.
После выхода альбома, в 2012 году группу покидает один из её основателей Билл Прокопов.

## Список композиций
Все песни написаны участниками группы I Fight Dragons.
| №   | Название                               | Длительность |
| --- | -------------------------------------- | ------------ |
| 1.  | «Fanfare»                              | 0:30         |
| 2.  | «KABOOM!»                              | 3:16         |
| 3.  | «Save World Get Girl»                  | 2:47         |
| 4.  | «cRaZie$»                              | 2:59         |
| 5.  | «Gloria (Interlude)»                   | 0:53         |
| 6.  | «My Way»                               | 3:27         |
| 7.  | «With You» (совместно с Киной Граннис) | 3:48         |
| 8.  | «Fight For You»                        | 3:03         |
| 9.  | «The Geeks Will Inherit The Earth»     | 3:08         |
| 10. | «Disaster Hearts»                      | 3:30         |
| 11. | «Don't You?»                           | 3:45         |
| 12. | «Working»                              | 3:03         |
| 13. | «Before I Wake»                        | 3:57         |
| 14. | «Suburban Doxology»                    | 3:55         |

## Участники записи
- Брайан Маззаферри — вокал, гитара, программинг, NES, Game Boy
- Пэки Ландхолм — вокал, бэк-вокал, гитара
- Хэри Рао — бас-гитара
- Чед Ван Дэм — ударные, драм-машина
- Билл Прокопов — вокал, клавишные, микширование, продюсирование, NES, SNES, NES Power Pad, контроллеры для игр Rock Band и Guitar Hero
- Кина Граннис — вокал («With You»)
- Мэтт Махаффи — продюсирование, микширование
- Райан Маускопф — дизайн

## Позиции в чартах
| Чарт (2011)     | Наивысшая позиция |
| --------------- | ----------------- |
| Top Heatseekers | 15                |